# Watto
Watto è un personaggio immaginario della saga fantascientifica di Guerre stellari, visto nei film La minaccia fantasma e L'attacco dei cloni della trilogia prequel.

## Storia
Watto era un mercante Toydariano che viveva su Tatooine. Aveva un negozio di oggetti usati da cui vendeva diversi tipi di componenti meccanici, da componenti per droidi a componenti per navi.
Era anche un giocatore d'azzardo esperto, che scommetteva sulle corse locali con gli Sgusci e a volte facendo partecipare il proprio Sguscio e il proprio pilota. Trattava i suoi schiavi più umanamente di altri, nonostante fosse rozzo e avido di denaro.
Watto, come tutti i Toydariani, era immune ad alcuni dei poteri Jedi: ne La Minaccia Fantasma vediamo Qui-Gon Jinn tentare di convincerlo con l'ipnosi ad accettare il pagamento fatto con i crediti della Repubblica, ma Watto non accetta, dicendogli di non tentare altri trucchetti da Jedi perché inutili con lui.
Nel 32 BBY perse, a causa di una scommessa fatta con Qui-Gon Jinn, il giovane Anakin Skywalker, suo schiavo. Questo segnò un periodo nero per Watto, che cominciò a perdere molto prestigio nel suo campo. Si vide poi costretto a vendere Shmi Skywalker a un contadino di nome Cliegg Lars nel 27 BBY. Venne visto per l'ultima volta da Anakin e Padmé Amidala nel 22 BBY, quando il Jedi tornò su Tatooine per rivedere sua madre. In quel periodo Watto aveva perso il suo negozio, e aveva preso una piccola baracca. Riuscì a sopravvivere durante la Guerra Civile Galattica riprendendo il suo vecchio negozio di parti usate.

## Star Wars Legends
In Star Wars Visionaries, Watto viene ucciso da un risorto Darth Maul per ottenere informazioni sui Lars nel capitolo Old Wounds. Comunque, la storia non è considerata canonica.

## Curiosità
- Come Jar Jar Binks, Watto è un personaggio generato interamente al computer. La voce di Watto è data da Andrew Secombe.
- Il concept art di Watto ricalca fortemente l'iconografia antisemitica, sullo stereotipo caricaturale del commerciante avido e venale, dal caratteristico naso e copricapo, nonché la frase ridondante "gli affari sono affari". Questa caricatura stereotipale è visibile maggiormente ne l'Attacco dei Cloni.[1]

## Fonti
- The Phantom Menace Visual Dictionary
- The New Essential Guide to Characters